# Osječenica
Osječenica är en bergskedja i Bosnien och Hercegovina.   Den ligger i entiteten Federationen Bosnien och Hercegovina, i den västra delen av landet, 190 km väster om huvudstaden Sarajevo.
Omgivningarna runt Osječenica är en mosaik av jordbruksmark och naturlig växtlighet. Runt Osječenica är det ganska tätbefolkat, med 93 invånare per kvadratkilometer.